# Championnat d'Espagne masculin de handball 2009-2010
Navigation
Liga ASOBAL 2008-2009 Liga ASOBAL 2010-2011
La saison 2009-2010 de la Liga ASOBAL est la 50e édition de la première division espagnole de handball, au cours de laquelle le BM Ciudad Real défend son titre.
Le BM Ciudad Real remporte son 5e titre dans la compétition de la plus belle des manières puisque le club a fait un carton plein avec 30 victoires en 30 matchs, une première dans l'histoire de la compétition. Il devance le FC Barcelone de 5 points.

## Classement final
|    | Équipe                   | Pts | J  | G  | N | P  | Bp  | Bc  | Diff |
| -- | ------------------------ | --- | -- | -- | - | -- | --- | --- | ---- |
| 1  | BM Ciudad Real (T)       | 60  | 30 | 30 | 0 | 0  | 959 | 736 | 223  |
| 2  | FC Barcelone (R, A, S)   | 55  | 30 | 27 | 1 | 2  | 974 | 770 | 204  |
| 3  | BM Valladolid            | 46  | 30 | 22 | 2 | 6  | 883 | 765 | 118  |
| 4  | CB Ademar León           | 40  | 30 | 18 | 4 | 8  | 881 | 806 | 75   |
| 5  | Naturhouse La Rioja      | 34  | 30 | 16 | 2 | 12 | 863 | 843 | 20   |
| 6  | Portland San Antonio     | 34  | 30 | 16 | 2 | 12 | 914 | 865 | 49   |
| 7  | BM Aragón                | 31  | 30 | 14 | 3 | 13 | 827 | 845 | -18  |
| 8  | BM Granollers            | 27  | 30 | 12 | 3 | 15 | 884 | 879 | 5    |
| 9  | BM Alcobendas            | 25  | 30 | 10 | 5 | 15 | 828 | 872 | -44  |
| 10 | BM Cuenca                | 24  | 30 | 10 | 4 | 16 | 860 | 921 | -61  |
| 11 | BM Antequera             | 24  | 30 | 10 | 4 | 16 | 824 | 856 | -32  |
| 12 | CBM Torrevieja           | 21  | 30 | 10 | 1 | 19 | 782 | 857 | -75  |
| 13 | JD Arrate                | 19  | 30 | 8  | 3 | 19 | 814 | 911 | -97  |
| 14 | Toledo BM (P)            | 18  | 30 | 8  | 2 | 20 | 832 | 914 | -82  |
| 15 | SD Octavio               | 15  | 30 | 7  | 1 | 22 | 803 | 899 | -96  |
| 16 | Frigoríficos Morrazo (P) | 7   | 30 | 3  | 1 | 26 | 713 | 902 | -189 |

|     | Qualification pour la Ligue des champions |
|     | Qualification pour la coupe des Coupes    |
|     | Qualification pour la coupe de l'EHF      |
|     | Relégation en Division 2                  |
| (T) | Tenant du titre                           |
| (R) | Vainqueur de la Coupe du Roi              |
| (A) | Vainqueur de la Coupe ASOBAL              |
| (S) | Vainqueur de la Supercoupe d'Espagne      |
| (P) | Promu de Division 2 en début de saison    |

### Meilleurs joueurs
Il a été élu par les entraineurs la Liga ASOBAL :
| Poste           | Joueur                | Équipe              |
| --------------- | --------------------- | ------------------- |
| Meilleur joueur | Julen Aguinagalde     | BM Ciudad Real      |
| Gardien de but  | Arpad Šterbik         | BM Ciudad Real      |
| Ailier gauche   | Juanín García         | FC Barcelone        |
| Arrière gauche  | Jérôme Fernandez      | BM Ciudad Real      |
| Pivot           | Julen Aguinagalde     | BM Ciudad Real      |
| Demi-centre     | Raúl Entrerríos       | BM Valladolid       |
| Arrière droit   | László Nagy           | FC Barcelone        |
| Ailier droit    | Luc Abalo             | BM Ciudad Real      |
| Défenseur       | Didier Dinart         | BM Ciudad Real      |
| Entraîneur      | Jesús Javier González | Naturhouse La Rioja |
| Espoir          | Augustas Strazdas     | Lábaro Toledo BM    |

### Meilleurs buteurs
| Rang | Joueur                | Équipe | Buts                 |
| ---- | --------------------- | ------ | -------------------- |
| 1    | Josep Masachs         | 183    | SD Octavio           |
| 2    | Novica Rudović        | 172    | SD Octavio           |
| 3    | Dalibor Čutura        | 160    | JD Arrate            |
| 4    | Ivan Nikčević         | 159    | Portland San Antonio |
| 5    | Borut Oslak           | 156    | Frigoríficos Morrazo |
| 6    | David Cuartero        | 156    | CBM Torrevieja       |
| 7    | Aleksandar Svitlica   | 151    | BM Granollers        |
| 8    | Milos Pesić           | 151    | BM Alcobendas        |
| 9    | Jorge Pavan           | 148    | BM Cuenca            |
| 10   | Rafael Baena González | 147    | CB Antequera         |